# Gallia Béla
Gallia Béla (Kecskemét, 1870. március 11. – Budapest, 1954. január 15.) kúriai tanácselnök, jogi író. 

## Élete
Gallia Fülöp (1824–1873) kecskeméti könyv- és papírkereskedő és Schlesinger Emma (1838–1916) fia. Jogi tanulmányait a Budapesti Tudományegyetemen végezte. 1913-tól a budapesti ítélőtáblánál bíró, majd 1923-tól 1939-ben történt nyugalomba vonulásáig kúriai bíró volt. 1945-ben visszahelyezték hivatalába és a Kúria tanácselnökévé nevezték ki, de még ugyanebben az évben nyugdíjba vonult. Elsősorban kereskedelmi és váltójoggal foglalkozott, több kommentárt is írt. 1909 és 1917 között A Hiteljogi Döntvénytár, a Jogtudományi Közlöny című szakfolyóirat melléklapjaként kiadott időszakos döntvény gyűjtemény, majd 1946–49-ben a Gazdasági Jogi és Munkajogi Döntvénytár szerkesztője volt.
Házastársa Schweiger Margit (1878–1965) volt, dr. Schweiger Vilmos ügyvéd és Schweiger Karolina lánya, akit 1901. szeptember 7-én Budapesten vett feleségül.

## Művei
- A házassági jogról, a gyermekek vallásáról és az állami anyakönyvekről szóló törvények és miniszteri rendeletek (Budapest, 1895)
- Észrevételek a szövetkezetekről szóló törvénytervezetre (Budapest, 1904)
- A kereskedelmi biráskodás és a polgári perrendtartás (Budapest, 1910)
- A valorizációs törvényjavaslat (Budapest, 1925)